# Модруш
Модруш је насељено место у саставу општине Јосипдол, у Карловачкој жупанији, Република Хрватска.

## Историја
Године 1493. турски паша је доспео до Модруша, где су били Срби насељеници и све попалио и становништво што је стигао оробио је. Тада је капетанска столица пренета из Модруша у Огулин, али Срби су ту следећих 150 година стражарили пред Турцима. Након 1493. године дошли су ту на положај Срби, лаћман (поручник) Вукивој Косановић, са војводама Кузманом Марковићем и Томом Погрмиловићем са војницима. Наследник угарског престола Јанош од Хуњади се 1496. године у Модрушу венчао са грофицом Беатричом Франкопан. Око 1500. године помињу се насељени Срби, трајно настањени на простору између места Модруша и Витуња. Загребачки грофови Франкопани ушли су поново у свој посед Модруш 1609. године, мада су се ту насељени Срби бунили.
До територијалне реорганизације у Хрватској налазио се у саставу старе општине Огулин.

## Становништво
На попису становништва 2011. године, Модруш је имао 169 становника.

## Попис 1991.
На попису становништва 1991. године, насељено место Модруш је имало 269 становника, следећег националног састава:
| Попис 1991.‍  | Попис 1991.‍  | Попис 1991.‍ | Попис 1991.‍ | Попис 1991.‍ |
| ------------ | ------------ | ----------- | ----------- | ----------- |
|              |              |             |             |             |
| Хрвати       | Хрвати       |             | 256         | 95,16%      |
| Срби         | Срби         |             | 7           | 2,60%       |
| Муслимани    | Муслимани    |             | 2           | 0,74%       |
| остали       | остали       |             | 1           | 0,37%       |
| неопредељени | неопредељени |             | 1           | 0,37%       |
| непознато    | непознато    |             | 2           | 0,74%       |
| укупно: 269  |              |             |             |             |

## Збирка слика
- Део села, у позадини остаци старе тврђаве "Тржан-град"
- Главна улица у Модрушу, римокатоличка капела "Св. Николе Бискупа" и траса "Јозефинске цесте"
- Поглед на "Тржан-град" и цркву
- Римокатоличка црква "Пресвето Тројство"